# Накамура Косуке
Косуке Накамура (яп. 中村航輔, нар. 27 лютого 1995, Токіо) — японський футболіст, воротар клубу «Касіва Рейсол» і збірної Японії.

## Клубна кар'єра
Вихованець футбольної школи клубу «Касіва Рейсол». Дорослу футбольну кар'єру розпочав 2013 року в основній команді того ж клубу підписавши контракт правда не провів за команду жодного матчу і був віданий в оренду до клубу «Авіспа Фукуока» в 2015 році. 
До складу клубу «Касіва Рейсол» повернувся 2016 року.

## Виступи за збірні
2011 року дебютував у складі юнацької збірної Японії, взяв участь у 8 іграх на юнацькому рівні, пропустивши 9 голів.
2016 року залучався до складу молодіжної збірної Японії. На молодіжному рівні зіграв у 2 офіційних матчах, пропустив 2 голи.
2016 року захищав кольори олімпійської збірної Японії. У складі цієї команди провів 2 матчі, пропустив 2 голи. У складі збірної — учасник футбольного турніру на Олімпійських іграх 2016 року у Ріо-де-Жанейро.
2017 року дебютував в офіційних матчах у складі національної збірної Японії.
31 травня 2018 року був включений до заявки збірної на тогорічний чемпіонат світу.
| Дата       | Місто | Господарі | Результат | Гості          | Турнір                  | Голи | Примітки |
| ---------- | ----- | --------- | --------- | -------------- | ----------------------- | ---- | -------- |
| 9-12-2017  | Тьофу | Японія    | 1 – 0     | Північна Корея | Кубок Східної Азії 2017 | -    |          |
| 16-12-2017 | Тьофу | Японія    | 1 – 4     | Південна Корея | Кубок Східної Азії 2017 | -4   |          |
| 23-3-2018  | Льєж  | Японія    | 1 – 1     | Малі           | товариський матч        | -1   |          |
| Усього     |       | Матчів    | 3         |                | Голів                   | -5   |          |

## Титули і досягнення
- Японія U-23

 Чемпіон молодіжного чемпіонату Азії (U-23): 2016.